# L'illa dels morts (Rakhmàninov)
L'illa dels morts (en rus: Остров мёртвых), op. 29, és un poema simfònic compost per Serguei Rakhmàninov, escrit en la tonalitat de la menor. La peça es va inspirar en una reproducció en blanc i negre de la pintura d'⁣Arnold Böcklin L'illa dels morts, que va veure a París el 1907. Va compondre l'obra de gener a març de 1909, però posteriorment va fer nombroses revisions, incloent-hi retallades.

## Història
Durant dos anys, Rakhmàninov va buscar inspiració per a un poema simfònic i, el novembre de 1906, va escriure a la seva amiga Nikita Morozov, buscant idees per a un tema per a aquesta obra, però no es va inspirar pels seus suggeriments. Després, a París, el maig de 1907, va veure una reproducció en blanc i negre del quadre d'⁣Arnold Böcklin L'illa dels morts, i, inspirat en el quadre, el va utilitzar com a base per al seu poema simfònic, a proposta del seu amic. Nikolai Struve. Va compondre la peça de gener a març de 1909, amb el manuscrit de l'obra datat el 17 d'abril, el dia abans de la seva estrena a Moscou, sota la batuta del compositor. Rakhmàninov es va sentir decebut per la pintura original quan més tard la va veure, dient: "Si hagués vist primer l'original, probablement no hauria escrit la meva Illa dels Morts. M'agrada en blanc i negre".
Rakhmàninov va fer nombroses revisions posteriors a L'illa dels morts després d'escriure la peça. Va fer diverses modificacions a la partitura abans de la seva impressió el juny de 1909, escrivint a Morozov que "he fet moltes correccions" i que "em sembla que ara aquesta composició està millorada i sonarà millor". Abans d'enregistrar la peça l'abril de 1929, Rakhmàninov va fer retallades significatives a l'obra, eliminant 62 compassos en total, i el gener de 1930 va escriure al director editorial Gavriil Paichadze que volia implementar diverses retallades i revisions a una nova revisió de l'obra.

## Instrumentació
Està escrit per a 3 flautes (3r flautí), 2 oboès, trompa anglesa, 2 clarinets, clarinet baix, 2 fagots, contrafagot, 6 trompes, 3 trompetes, 3 trombons, tuba, timbales, plats, bombo, arpa i cordes.

## Estructura
La música comença suggerint el so dels rems quan es troben amb les aigües en el camí cap a l'illa dels morts. La música que s'enfonsa i s'enfonsa lentament també es podria interpretar com a ones. Rakhmàninov utilitza una figura recurrent en 5/8 de temps per representar el que pot ser el moviment del rem o de l'aigua, i com en diverses altres de les seves obres, cita el Dies Irae en cant pla, una al·lusió a la mort. En contrast amb el tema de la mort, el temps 5/8 (quíntuple) també representa la respiració, creant una reflexió holística sobre com s'entrellacen la vida i la mort.

## Enregistraments
El 1929, Rakhmàninov va dirigir l'⁣Orquestra de Filadèlfia en una gravació de la música per a la Victor Talking Machine Company, que va ser comprada per RCA aquell mateix any i es va conèixer com RCA Victor. Aquest enregistrament es va fer a l'⁣Acadèmia de Música de Filadèlfia, utilitzant un micròfon, i més tard va ser reeditat en LP i CD per RCA Victor.

### Citacions
1. ↑  Martyn, 1990, p. 203–4.
2. ↑  Martyn, 1990, p. 224.
3. ↑  Bertensson i Leyda, 2001, p. 154–5.
4. 1 2  Martyn, 1990, p. 204.
5. ↑  Bertensson i Leyda, 2001, p. 413.
6. ↑  Tarasti, 2012, p. 385.
7. ↑  Martyn, 1990, p. 206.
8. ↑  Threlfall i Norris, 1982, p. 91.
9. ↑  Martyn, 1990, p. 206–7.
10. ↑  Bertensson i Leyda, 2001, p. 77.